# Enuréza
Enuréza (enuresis) je porucha schopnosti udržet moč u osob, které by již měly umět močení kontrolovat.
Etymologie slova: latinský pojem enuresis vznikl z řeckého slova enourein – vypouštět moč.
Obecný nástup kontroly moči v dětském věku bývá u zdravých jedinců do cca 3. roku věku, po tomto věku signalizuje pomočení v bdělém stavu zdravotní problém. Schopnost udržení moči během spánku se vyvíjí déle, po 5. roce věku se předpokládá dozrání reflektorické regulace nočního močení i hormonálního regulačního systému produkce moči. Vedle věkových kritérií se zohledňují také další problémy (např. obtížné močení, umočování, přerušované močení, současná zácpa a únik stolice, nadměrné pití, infekce močových cest, zúžená močová trubice, neurologický a psychomotorický stav). Ve většině případů není pomočování zapříčiněno psychikou, ale funkční nebo organickou poruchou, jako je například nedostatek vasopresinu (specifického hormonu), zánět či porucha funkce močových cest.
Není jednoznačné, jak časté pomočení lze označit za enurézu. V českých lékařských kruzích je za enuretika (osobu trpící enurézou) považován ten, kdo se pomočí častěji než dvakrát za posledních šest měsíců. Někteří lékaři jsou vůči diagnóze enuresis tolerantnější, takže za nemoc považují až mnohem častější pomočení (častěji než dvakrát za měsíc).

## Typy enurézy
Enuréza se podle toho, kdy k nechtěnému pomočení dochází, rozděluje na denní enurézu (enuresis diurna) a noční enurézu (enuresis nocturna). Enuréza je charakteristická kompletním vyprázdnění močového měchýře bez neurologických či anatomických anomálií). Terminologie není zcela jednotná a neustále se vyvíjí. Enuréza bývá občas zaměňována s inkontinencí nebo považována za druh inkontinence. U inkontinence dochází spíše k umočení, které nemusí být kontinuální a je spojeno s funkční (neurogenní močový měchýř) nebo anatomickou poruchou (anomální vyústění močovodu pod svěrač močové trubice).

### Enuresis nocturna
lat. noční pomočování (noční enuréza) je mimovolný únik celého objemu močového měchýře během spánku u osob starších 5 let. K pomočení dochází ve spánku nejen v noci, ale také přes den (např. při poledním spánku). Vleče-li se tento problém bez přerušení od nejútlejšího věku – jedná se o tzv. primární enurézu. Méně často nastupuje enuréza po delším období bez pomočení – jedná se potom o sekundární enurézu.

#### Primární noční enuréza
prvotní pomočování, biologický, vývojově podmíněný fenomén, který neohrožuje tělesné zdraví dítěte. Přes den nemají takto postižení jedinci většinou žádný problém, netrpí močovou infekcí, močí zcela volně (primární monosymptomatická enuréza). Primární noční enuréza se vyskytuje asi u 15-20% pětiletých, 10% sedmiletých, 5% desetiletých, 3% dvanáctiletých dětí a přibližně 1% dospělých. Ve věkové skupině 4-6 let jsou mezi pomočujícími se dětmi (enuretiky) rovnoměrně zastoupeni chlapci i dívky, dále pak klesá zastoupení dívek.

##### Příčiny primární enurézy
Noční pomočování je způsobováno celou řadou příčin, které se mohou různě kombinovat. Podstatný podíl na vzniku obtíží mají:
- špatné návyky příjmu a výdeje tekutin, zejména nadměrné pití ve večerních hodinách kombinované s odkládáním či urychlováním močení během dne.
- porucha sekrece hormonů regulujících produkci moči ledvinami v nočních hodinách. Následkem této poruchy dochází u řady dětí k dlouhodobému každodennímu překračování fyziologické kapacity močového měchýře ve spánku, způsobující přetěžování a dekompenzaci funkce dolních močových cest, vedoucí mj. také k nočním únikům moči za situace, kdy spící dítě nejde močit deset až dvanáct hodin.

Mezi další možné příčiny patří:
- zpomalení procesu dozrávání reflexů, ovlivňujících močení, způsobené nejčastěji poruchami vyzrávání nervového systému.
- dědičnost tohoto onemocnění způsobená postižením 13. chromozomu, přičemž tato závislost může být ještě mnohem složitější.
- nervové onemocnění, které ovšem způsobuje většinou mnohem složitější denní i noční poruchu močení. Děti s opožděným dozráváním nervového systému zaujmou navenek neschopností zklidnit se, udržet pozornost, jsou neklidné obtížně zvladatelné, mají poruchy řeči, grafického projevu atd.
- poruchy spánku, které se navenek nejčastěji prezentují jako poruchy probouzení, příliš tvrdý spánek či sklon k somnambulnímu jednání (náměsíčnost). Podíl těchto poruch je pravděpodobně menší a složitější než se původně předpokládalo.
- nesprávná výživa, zejména nadměrný příjem poživatin jako je kofein a příbuzné látky (colové nápoje, čokoláda, kakao), koření, silně kyselé ovocné džusy

##### Důsledky primární enurézy
Pomočování je stresujícím faktorem. Výsledkem pomočování mohou být psychické problémy, sociální handicap, pocity životní nepohody a méněcennosti.

##### Léčba primární enurézy
Záměrem léčby je vyloučit závažnější postižení močových cest a vhodně volenou léčbou urychlit odeznívání enurézy. Většina nekomplikovaných forem pomočování se upravuje beze zbytku do dvanácti až třinácti let věku dítěte. Léčba je časově náročná a vyžaduje systematický a trpělivý přístup rodiny i zdravotnického personálu, spočívá v mnoha krocích:
- odstranění dětských plenek na noc - pleny na noc nepomohou dítěti k řešení problému.
- úprava režimu příjmu a výdeje tekutin – pravidelné pití tekutin během dne (v menších porcích, ale častěji), omezení příjmu tekutin ve večerních hodinách, současně včasné a pravidelné močení bez předržování s pečlivým domočením.
- podávání léku snižujícího noční produkci moči (účinná látka - desmopresin).
- jiná medikamentózní léčba (u komplikovaných forem enurézy – spazmolytika atd.)
- použití enuretického alarmu
- podle některých zdrojů[zdroj⁠?!] je noční pomočování dětí psychického původu a velice dobře se dá léčit homeopaticky

#### Sekundární enuréza
Druhotné pomočování, nastupuje po delším bezpříznakovém období (déle než 6 měsíců) bez pomočení. Příčina sekundární enurézy bývá většinou psychická (hádky nebo rozvod rodičů, úmrtí v rodině, narození sourozence, stres způsobený nástupem do školy, přemírou povinností aj.).